# Chronologie de Bruxelles

Armoiries de Bruxelles

Chronologie historique, urbanistique, sociale, culturelle et politique de Bruxelles, ville et région.

## Occupation humaine de la future région de Bruxelles
Le territoire de l’actuelle région bruxelloise n’a jamais, avant la création de la ville, fait l’objet d’une occupation massive. De nombreux objets datant de près de 7000 ans (Néolithique période atlantique), haches, grattoirs, pointes de flèches ou de javelots en pierre, ont cependant été découverts en forêt de Soignes, les fouilles y ont également permis de découvrir un établissement important de la culture de Michelsberg, caractérisée par des poteries dont la partie supérieure s’évase en tulipe. Le site situé à Watermael-Boitsfort est daté de 3000 av. J.-C. à 2200 av. J.-C. et couvre une étendue de 9 ha.
Les vestiges d’une villa gallo-romaine et d’une nécropole mérovingienne (VIe siècle), poteries, armes, outils et bijoux de bronze ont été mis au jour à Anderlecht.

## Origines de la ville de Bruxelles
Différentes traditions font état de l’installation au VIIe siècle d’une chapelle créée par Saint Géry (ou Gauderic) sur une île de la Senne et d’un oratoire à la même époque sur les hauteurs du Treurenberg (où sera construite la cathédrale). Aux alentours de 979, Charles de Basse-Lotharingie aurait fait construire un castrum dans la vallée. Le manque d’archives et de découvertes probantes concernant ces faits empêchent de les considérer comme certains. De toute manière ces éléments ne permettent pas véritablement de parler de ville avant le développement urbain survenu à la fin du XIe siècle.

## Moyen Âge
Première mention officielle de Bruocsella de l'an 1015 en tant que Portus sur la Senne (qui prend sa source vers Soignies), terres de l'abbaye de Nivelles (dont les ducs de Louvain et de Brabant par la suite, deviendront avoués).

### XIIesiècle
- Vers 1100: Les comtes de Louvain et de Bruxelles commencent la construction du premier château sur la colline du Coudenberg.

### XIIIesiècle
- Construction de la première enceinte qui englobe l’île Saint Géry et les collines du Coudenberg avec le château ducal et du Treurenberg avec la collégiale Sainte Gudule.

### XIVesiècle
- 1356: Le 17 août, prise de Bruxelles par le Louis de Male comte de Flandre ; les Brabançons emmenés par Éverard t'Serclaes, reprennent la ville le 24 octobre.
- Entre 1356 et 1383: Construction de la seconde enceinte fortifiées de près de huit kilomètres, dont les  sept portes correspondent à celles de la première.

### XVesiècle
- 1402: Construction de l’Hôtel de Ville sur la place du marché, devenue la Grand-Place.Lui faisant face(en parallèle et opposition), la nouvelle maison ducale qui deviendra la maison du Roi (Charles V)où les ducs de Brabant entendent bien rappeler leurs prérogatives.

## Époque moderne

### XVIesiècle
- Sous le règne de Charles Quint, Bruxelles, pour la première fois dépasse en importance les autres villes du Brabant, Louvain, Malines et Anvers
- 1555: Cérémonie d’abdication de Charles Quint dans l’Aula Magna du palais du Coudenberg.
- 1561: Le 13 octobre, inauguration du port intérieur de Bruxelles et du canal de Willebroeck qui permet l'accès de la mer du Nord, via le Rupel et l'Escaut après dix ans de travaux.
- 1579-1585 : période de la république calviniste bruxelloise.
- 1584-1585 : siège de la ville par les troupes espagnoles d'Alexandre Farnèse.

### XVIIesiècle
- 1695 : Les 13 et 14 août, les troupes françaises du maréchal de Villeroy basées sur les hauteurs de Scheut infligent un terrible bombardement à la ville réduisant en ruine des milliers de maisons dont la majeure partie de la Grand-Place.

### XVIIIesiècle
- 1714 : Le beffroi de Bruxelles s'écroule.
- 1731 : Incendie durant la nuit du 3 au 4 février du palais du Coudenberg dont seule la chapelle est épargnée. De nombreuses œuvres d’art et une grande partie des archives de la ville sont perdues ; les ruines resteront en l’état jusqu’en 1774.
- 1795 : Suppression de la Cuve de Bruxelles, qui depuis le XIIIe siècle unissait Bruxelles et ses faubourgs, par les autorités françaises. La ville est rétrogradée au rang de sous-préfecture.

## Époque contemporaine

### XIXesiècle
- 1830: Bruxelles devient la capitale de la Belgique indépendante
- 1832: Achèvement du percement du canal de Bruxelles à Charleroi entamé en 1827.
- 1834: Le 20 novembre, fondation de l'Université libre de Belgique, future Université libre de Bruxelles
- 1835: Création de la première gare de Bruxelles à l'Allée Verte et première liaison de Bruxelles à Malines le 5 mai.
- 1840: Création du Quartier Léopold, premier projet urbanistique d'envergure, construit en dehors des limites historiques de Bruxelles-ville, il est annexé à celle-ci en 1853 et en constitue la première extension suivie en 1864 du quartier de l'avenue Louise et du bois de la Cambre.
- de 1850 à 1900 la population de l'agglomération bruxelloise est multipliée par trois passant de 260 000 à 760 000 habitants.
- 1860: Abolition de l'Octroi devenu une entrave au développement urbanistique, économique et industriel de la ville et un facteur d'appauvrissement de la population, dans la nuit du 20 au 21 juillet, date d'effet de la loi, les barrières et palissades qui entourent le pentagone sont démontées.
- De 1867 à 1871: Chantier du voûtement de la Senne dans son parcours à l'intérieur des boulevards extérieurs, suivi de l'édification des boulevards centraux sur son tracé.
- 1874: Destruction du quartier populaire Notre-Dame-aux-Neiges et début de sa reconstruction qui s'étale sur une quinzaine d'années
- 1880: Fêtes du Cinquantenaire de l'indépendance célébrées dans le parc du Cinquantenaire spécialement créé et aménagé.
- 1893: Les constructions de l’hôtel Tassel par Victor Horta et de la maison Hankar par Paul Hankar sont parmi les premiers éléments qui marquent la période architecturale de l’Art nouveau à Bruxelles.
- 1897: Première exposition universelle à Bruxelles.
- 1899: Création du Foyer schaerbeekois, première société semi-publique de construction et location d’habitations à bon marché (logements sociaux) d’autres sociétés seront créées dans les autres communes et réaliseront entre autres la construction de la cité Hellemans et des cités jardins.

### XXesiècle
- 1905 : septante-cinquième anniversaire de l'indépendance, à cette occasion inauguration des Arcades du Cinquantenaire.
- 1910 : Exposition universelle à Bruxelles sur le plateau du Solbosch et à Tervueren
- 1914 : Prise de Bruxelles le 19 août par l'armée allemande qui ne se retire que le 17 novembre 1918.
- 1921 : Les communes de Laeken, Neder-Over-Heembeek et Haren sont fusionnées à Bruxelles-ville.
- 1935 : Exposition universelle aux Palais des expositions du Heysel qui viennent d'être terminés.
- 1940 - 1944 : Occupation de Bruxelles par les troupes allemandes.
- 1944 : Libération de Bruxelles par les troupes britanniques (IIe Armée Britannique) accompagnées de la Brigade Piron le 3 septembre.
- 1958 :
  - Expo '58 sur le site du Heysel pour laquelle est construit l'Atomium; la préparation de l'exposition universelle est le prétexte à d'importants travaux d'infrastructures dans la ville, transformant les boulevards en autoroutes de pénétration.
  - Bruxelles devient l’un des sièges de la Communauté européenne.
- 1967:
  - L'incendie des grands magasins À L'Innovation le 22 mai 1967 fait 323 morts ; il reste la plus grande tragédie en temps de paix qu'ait connue la Belgique depuis son indépendance.
  - L’OTAN s’installe à Bruxelles (Evere)
- 1971 : Création de l’Agglomération bruxelloise chargée de la gestion des matières communes aux 19 communes bruxelloises, l’application du fédéralisme à Bruxelles est temporairement « mise au placard ».
- 1979 : Millénaire de la Ville de Bruxelles et son cortège de fêtes et manifestations (la date de 979 pour la fondation reste toutefois controversée puisque la première mention retrouvée actuellement est l'an 1015).
- 1989 : Bruxelles devient à part entière l'une des trois entités fédérées de Belgique, premières élections régionales et création de la Région de Bruxelles-Capitale, dotée de son gouvernement et de son parlement
- 2000 : Bruxelles est Capitale européenne de la culture. Organisation d'un ensemble de projets et manifestations culturels sous l'appellation Bruxelles 2000 parmi lesquels la première Zinneke Parade.